# Pavetta makassarica
Pavetta makassarica är en måreväxtart som beskrevs av Cornelis Eliza Bertus Bremekamp. Pavetta makassarica ingår i släktet Pavetta och familjen måreväxter. Inga underarter finns listade i Catalogue of Life.